# Sliedrecht Sport
Sliedrecht Sport ist ein niederländischer Volleyball-Verein aus Sliedrecht (Provinz Südholland), dessen Frauenmannschaft in der ersten niederländischen Liga (DELA-League) spielt.

## Geschichte
Der Verein wurde 1956 gegründet. Die Frauen wurden 2012 niederländischer Meister und Pokalsieger. Seit 2000 nimmt man auch regelmäßig an den europäischen Wettbewerben CEV-Pokal bzw. Challenge Cup teil.